# Кантијано
Кантијано (итал. Cantiano) је насеље у Италији у округу Пезаро и Урбино, региону Марке.
Према процени из 2011. у насељу је живело 1285 становника. Насеље се налази на надморској висини од 384 м.

## Становништво
| 1936. | 1951. | 1961. | 1971. | 1981. | 1991. | 2001. | 2011. |
| ----- | ----- | ----- | ----- | ----- | ----- | ----- | ----- |
| 4.857 | 4.908 | 4.050 | 3.400 | 3.106 | 2.744 | 2.547 | 2.356 |